# Anne-Thérèse de Lambert
Anne-Thérèse de Marguenat de Courcelles, född 1647, död 12 juli 1733, var en fransk författare, markisinna och värd för en berömd litterär salong. Hon blev genom äktenskap formellt Madame de Lambert, Marquise de Saint-Bris, och är även känd som Marquise de Lambert.
Anne-Thérèse de Marguenat de Courcelles var dotter till Étienne de Marguenat, Seigneur de Courcelles och Monique Passart och gifte sig 1666 med Henri de Lambert, marquis de Saint-Bris, med vilken hon fick två barn. Efter makens död 1686 utkämpade hon en del juridiska stridigheter med hans familj för att få tillgång till sitt arv efter honom. Hon levde hela sitt liv i Paris, där hon blev centralfigur för stadens sällskapsliv. 
Mellan 1710 och 1733 höll hon en berömd salong i sitt hem, där hon tog emot konstnärer och intellektuella på tisdagar och aristokratin på onsdagar. Under Filip II av Orléanss regeringstid ansågs hennes salong vara en centralpunkt för den goda smaken till skillnad från det då illa beryktade hovlivet. Hon bannlyste diskussion om politik och religion, men både uppmuntrade och organiserade offentliga debatter om konst, litteratur och andra ämnen. Hennes salong var en centrum för Frankrikes intellektuella liv: det beskrevs som franska akademins förrum, och hon sades ha legat bakom utnämningarna för en hel del av akademins ledamöter. Hon stödde också en uppblandning av sociala klasser bland sina gäster, och var bland de första adelsdamer som bjöd in skådespelare som gäster i sin salong.
Hon skrev och lät utge en del skrifter under sin livstid, och en del har också utgivits postumt. Mest kända är hennes skrifter om utbildning, där hon stödde kvinnors rätt till utbildning.